# Triunia National Park
Triunia National Park är en park i Australien. Den ligger i delstaten Queensland, omkring 91 kilometer norr om delstatshuvudstaden Brisbane.
Närmaste större samhälle är Nambour, nära Triunia National Park.
I omgivningarna runt Triunia National Park växer i huvudsak städsegrön lövskog. Runt Triunia National Park är det ganska glesbefolkat, med 38 invånare per kvadratkilometer. Genomsnittlig årsnederbörd är 1 446 millimeter. Den regnigaste månaden är januari, med i genomsnitt 281 mm nederbörd, och den torraste är september, med 33 mm nederbörd.